# HD 38056
HD 38056，又名CD-33 2483，SAO 196088、HR 1966，是一颗恒星，视星等为6.34，位于銀經238.18，銀緯-28.32，其B1900.0坐标为赤經5h 37m 47.3s，赤緯-33° -28.32′ 0″。